# Patu eberhardi
Patu eberhardi is een spinnensoort uit de familie Symphytognathidae. De soort komt voor in Colombia.